# Mechanische Baumwoll-Spinnerei Bayreuth

Mechanische Baumwoll-Spinnerei Bayreuth um 1900

Die Mechanische Baumwoll-Spinnerei war einer der drei großen Spinnereibetriebe in Bayreuth, Bayern.

## Vorgeschichte
Gründer der Fabrik war der aus Augsburg stammende Ludwig August Riedinger (1809–1879). Als Hauptaktionär brachte er 125.000 Gulden (fl) in das Unternehmen ein und bewog u. a. Alexander Friedrich Wilhelm von Württemberg, sich mit hohen Beträgen daran zu beteiligen. Auf Fabrikanten und Kaufleute folgten das Stadtoberhaupt Friedrich Carl Dilchert, höhere Beamte, Offiziere, Ärzte und Apotheker. Schließlich trugen sich auch „kleine Leute“ in die Aktionärsliste ein, die im Volksmund „Mechanische“ genannte Spinnerei wurde zu einer „Angelegenheit der ganzen Stadt“.

## Lage
Das Gelände der Spinnerei schloss sich unmittelbar östlich an den Hauptbahnhof an. Ursprünglich nördlich der Markgrafenallee gelegen, breitete sich der Betrieb über die Straße nach Süden aus. Die 1886 eröffnete Weberei lag nördlich der Hammerstraße (seit 1947 Friedrich-Ebert-Straße). Wohngebäude für Arbeiter und Angestellte entstanden ab der Jahrhundertwende in diesem Bereich und bildeten die Keimzelle des Stadtviertels Hammerstatt. Vom nahen Bahnhof führte ein Gleisanschluss an der Nordwestseite des Hauptgebäudes entlang.

## Geschichte

Der Bahnhof von 1856, dahinter die Mechanische Baumwoll-Spinnerei

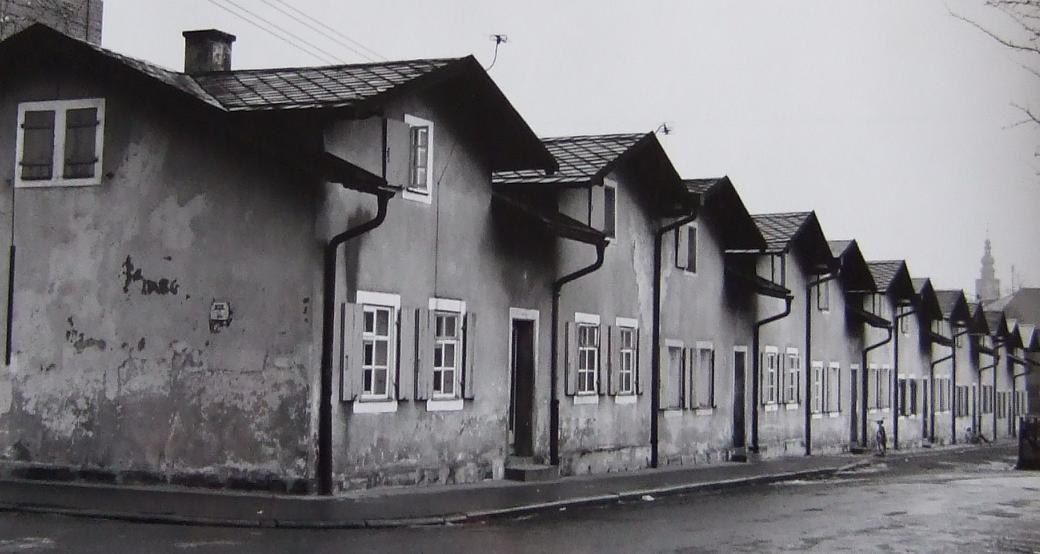
Von der „Mechanischen“ errichtete Arbeiterwohnhäuser in der Sozialsiedlung Burg, 1972

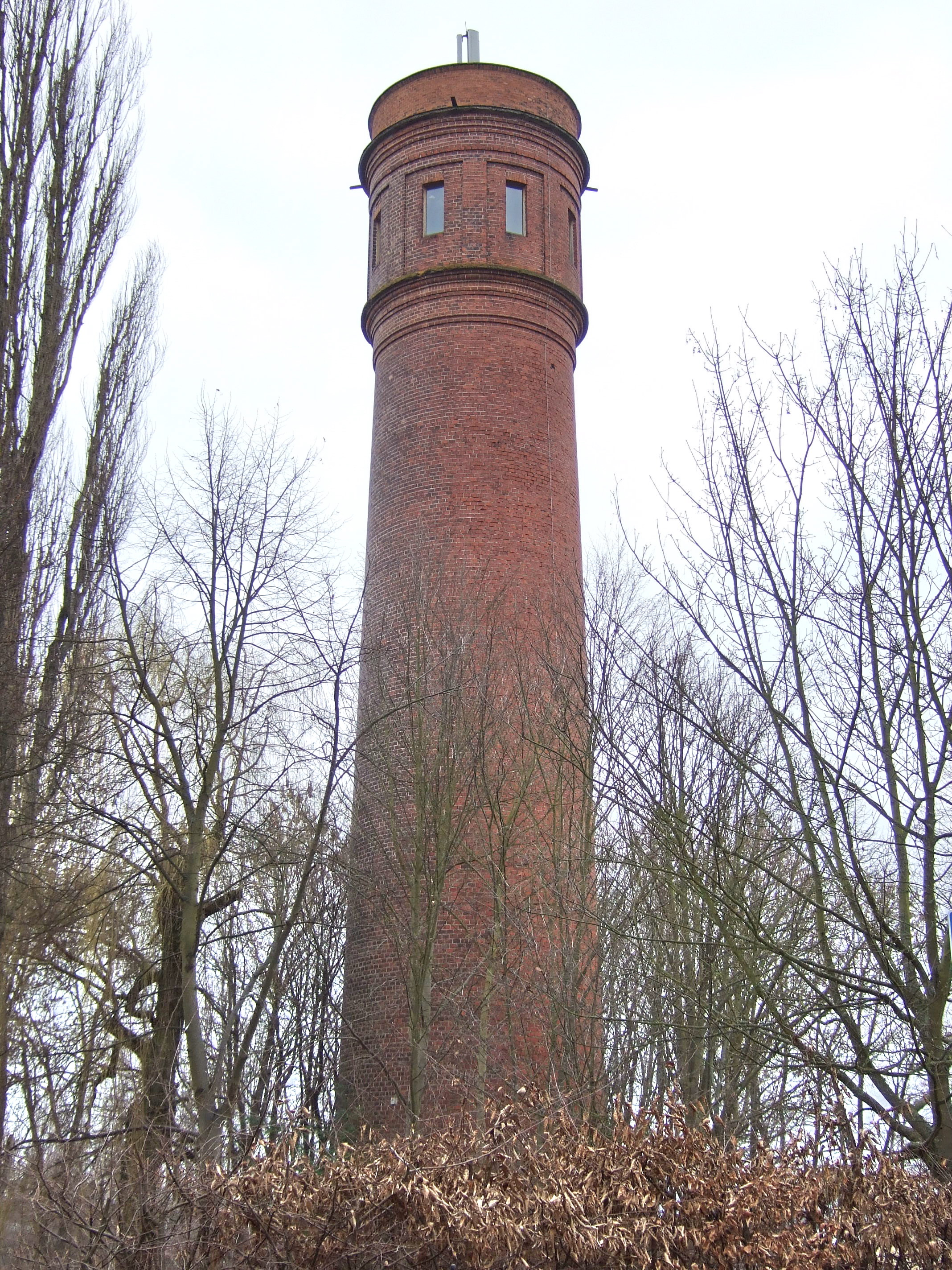
Erhalten gebliebener Wasserturm der „Mechanischen“

### 19. und frühes 20. Jahrhundert
Am 30. Oktober 1853 wurde die Mech. Baumwollen-Spinnerei zu Bayreuth mit einem Kapital von 1.038.000 fl gegründet, wobei 519 Aktien zu 1000 fl und 1038 Aktien zu 500 fl ausgegeben worden waren. Bald nach der Eröffnung des Bahnhofs am 28. November 1853 wurde, unmittelbar nach dem notariellen Grundstückskauf, 1854 mit dem Bau der Anlage begonnen. Das fünfeinhalbstöckige Fabrikgebäude wurde innerhalb von knapp sieben Monaten fertiggestellt. Mit Türmen und Zinnen glich das 86 Meter lange und 24 Meter breite, weiß verputzte Gebäude einer Festung, es war einer der höchsten industriellen Steinbauten im Königreich Bayern. Am 8. November 1855 wurde eine von der Maschinenbau-AG Nürnberg gelieferte Dampfmaschine erstmals angeheizt und die Spinnmaschinen liefen an. Ende Dezember jenes Jahres wurde der Betrieb mit 29288 Spindeln eröffnet.
Der Arbeitstag dauerte von 5 bis 19 Uhr, mit einer viertelstündigen Pause um 7.30 Uhr und einer einstündigen um 12 Uhr. Der Stundenlohn der Arbeiter lag bei 2 Kreuzern, qualifizierte Fachkräfte erhielten 2½ Kreuzer. Für ein Pfund Fleisch musste etwa sechs Stunden, für eine Maß Bier vier Stunden und für ein Brötchen mindestens eine halbe Stunde gearbeitet werden. Es gab keinen Urlaub, Kranken- und Sozialversicherungen existierten zunächst nicht. 1857 sammelten Fabrikarbeiter der „Mechanischen“ zwanzig Gulden für die Opfer einer Brandkatastrophe.
1877 wurde eine zweite Spinnerei (Shedspinnerei) mit 20.000 Spindeln gebaut, 1881 das Kapital auf 1.660.000 Mark festgesetzt. 1886 wurde der Betrieb mit einer Weberei ergänzt und der Firmenname änderte sich in Mech. Baumwoll-Spinnerei und Weberei Bayreuth. 1860 zählte er 620 Beschäftigte, 1935 war deren Zahl auf 1440 angewachsen, mit 1450 erreichte sie 1940 ihren Höchststand. Die Spindelzahl, das Maß für die Größe einer Spinnerei, belief sich 1940 auf 100.000.
Ihrer Zeit voraus war die „Mechanische“ mit ihren seinerzeit spektakulären Sozialleistungen. Im benachbarten Ortsteil Burg errichtete sie 1861 die erste bayerische Sozialsiedlung. Darüber hinaus bot sie preiswerte Lebensmittel und Kleidung an, unterhielt ab den 1870er Jahren betriebseigene Speisehäuser, eine Werksbibliothek, eine Näh- und Strickschule und sogar einen Kindergarten (Kleinkinderschule). Vorbildlich waren seit 1856 auch die Pensionskasse des Betriebs und die Betriebskrankenkasse, die für eine gewisse Zeit den Lohnausfall sowie Arzt- und Arzneikosten erstattete. Ab 1862 erhielten auch die Ehefrauen und Kinder der Werksangehörigen kostenlose ärztliche und medikamentöse Hilfe. Auf dem Grundstück Rosestraße 4 baute das Unternehmen eine Sportplatzanlage für seine Arbeiter.
Am 1. Mai 1890 legten die Weber der „Mechanischen“ die Arbeit nieder und zogen „in geschlossenen Haufen“ durch die Stadt. Nach den vielen Jahren Bismarckscher Repression wurde damit erstmals der im Vorjahr in Paris ausgerufene „Weltkampftag“ des Proletariats in Bayreuth begangen.

### Zeit des Nationalsozialismus
Am 13. Januar 1941 wurde Bayreuth Ziel eines ersten Bombenangriffs der Royal Air Force. Ein oder zwei mehrmotorige Flugzeuge überflogen zwischen 3.17 Uhr und 4.56 Uhr im Tiefflug die drei Spinnereien der Stadt. Aus 200–300 m Höhe wurden zwei Leucht-, drei Spreng- und ca. 33 Brandbomben abgeworfen. Am schwersten wurde die Mechanische Baumwoll-Spinnerei getroffen, deren Baumwollvorräte vollständig vernichtet wurden. Personen kamen nicht zu Schaden, obwohl die Löschtrupps infolge fehlender Flakeinheiten wiederholt mit Maschinengewehrfeuer belegt wurden. Der Schaden belief sich auf rund 450.000 Reichsmark, ab dem 18. Januar ruhte ca. einen Monat lang die Fabrikation.
1942 sollte die „Mechanische“ stillgelegt werden, was zunächst jedoch verhindert werden konnte. Zum 1. Januar 1943 wurde ein Teil der Produktion der Siemens-Schuckertwerke (SSW) von Berlin nach Bayreuth in die Mechanische Baumwoll-Spinnerei verlagert. Neben der Herstellung von Kontaktreglern, mit der 500 Zwangsarbeiter beschäftigt gewesen sein sollen, wurden am 22. Februar ein Zählerwerk (im Saal 5 des Hochbaus) und am 1. März eine Zählerwerkstätte in Betrieb genommen.
Im Oktober 1943 wurde der Betrieb durch Rüstungsminister Albert Speer für die Rüstungsindustrie beschlagnahmt. Die Vereinigten Kugellagerfabriken in Schweinfurt konnten aufgrund der Zerstörungen durch alliierte Bombenangriffe nicht mehr produzieren. Eine Herstellungseinheit konnte jedoch geborgen und wieder betriebsfertig gemacht werden. Sie wurde ab Dezember 1943 ebenfalls in die „Mechanische“ verlagert. Auf dem Sportgelände an der Rosestraße wurden zwei Unterkunftsbaracken, eine Wirtschaftsbaracke mit Kantine und ein Luftschutz-Deckungsgraben für die „Ostarbeiter“ aus Schweinfurt errichtet. Bei Fliegeralarm durften die Zwangsarbeiter nicht die Luftschutzkeller aufsuchen. 65 von ihnen, vorwiegend Jungen und Mädchen aus der Sowjetunion, wurden am 5. April 1945 in dem Deckungsgraben an der Rosestraße von Sprengbomben zerrissen. Ihre verstümmelten Leichen wurden auf den Friedhof St. Georgen geschafft. In der Eisenbahnunterführung Tunnelstraße kamen am 5. und 11. April 60 Zwangsarbeiter der „Mechanischen“ ums Leben, die in einem Massengrab auf dem Stadtfriedhof verscharrt wurden.
Daneben wurde die Baumwollverarbeitung weitergeführt. Im Frühjahr 1945 waren noch 100.000 Spindeln und 1800 Webstühle in Betrieb, 1450 Personen waren im Betrieb beschäftigt.
Neunzig Jahre lang war das riesenhafte Fabrikgebäude eines der Wahrzeichen der Stadt. Nachdem bei der Bombardierung des Bahnhofs am 5. April 1945 bereits etwa ein Drittel der Anlage zerstört worden war, wurde beim schwersten Bombenangriff auf Bayreuth am 11. April das Hauptgebäude weitgehend vernichtet; nur ein Teil der Außenmauern blieb erhalten. Da die ausländischen Zwangsarbeiter der Spinnerei – überwiegend 16- bis 20-jährige russische Jungen und Mädchen – bei Fliegerangriffen nicht in die Luftschutzkeller durften, kamen 99 von ihnen in Splittergräben und 60 unter der Eisenbahnbrücke in der Tunnelstraße ums Leben.
In den Jahren 1947/48 wurden die Ruinen des Hauptgebäudes, wegen ihres Aussehens im Volksmund „Heidelberger Schloss“ genannt, gesprengt.

### Nach dem Zweiten Weltkrieg
Nach dem Zweiten Weltkrieg war der Inlandsmarkt, mit Ausnahme des wirtschaftstechnischen Bedarfs, für die Spinnereien zunächst gesperrt. Im Dezember 1947 arbeitete die Bayreuther Textilindustrie noch für das Omgus-Programm.
Im unversehrt gebliebenen Zweigbetrieb im nahen Friedrichsthal wurde bereits ab Juli 1945 wieder produziert, ab dem Spätherbst 1949 dann auch im neu errichteten Gebäude in der Stadt. Am 16. Dezember 1949 wurden 770 Beschäftigte gemeldet. In der Festschrift zum 100-jährigen Bestehen der „Mechanischen“ blieben die Zwangsarbeiter unerwähnt. Im Zuge des Wirtschaftswunders der Nachkriegszeit wurde 1959 wieder die Zahl von eintausend Beschäftigten erreicht. 1970 wurde ein komplettes automatisches Vorwerk installiert, was für Deutschland ein Novum darstellte. In der Nacht vom 3. auf den 4. Juni 1971 geriet nach einem Blitzeinschlag das Transformatorenhaus der Spinnerei in Brand. Im Verlauf der Löscharbeiten kam es zu einer Explosion, bei der ein Betriebselektriker schwer verletzt wurde.
Von der Wirtschaftskrise von 1974/75 wurde die örtliche Textilindustrie mit ihren drei Großbetrieben hart getroffen. Die „Mechanische“ veräußerte Grundstücke und die Sozialsiedlung Burg, konnte die Eröffnung eines Vergleichsverfahrens am 18. Mai 1981 aber nicht mehr abwenden. Die Spinnerei wurde verkauft, die Weberei unter neuem Namen weitergeführt. Seit 2016 gehörte dieser Betrieb (SR Webatex GmbH), der technische Textilien herstellte, zur Getzner Textil Aktiengesellschaft. Ende Juli 2021 stellte der Mutterkonzern den Betrieb in Bayreuth ein, 125 Arbeitsplätze gingen verloren. Seit 2024 wird die ehemalige Weberei wegen des Umbaus der Stadthalle für den alljährlich im März stattfindenden Stadtball zwischengenutzt.
Ein Relikt aus der Anfangszeit der „Mechanischen“ ist ihr erhalten gebliebener Wasserturm.

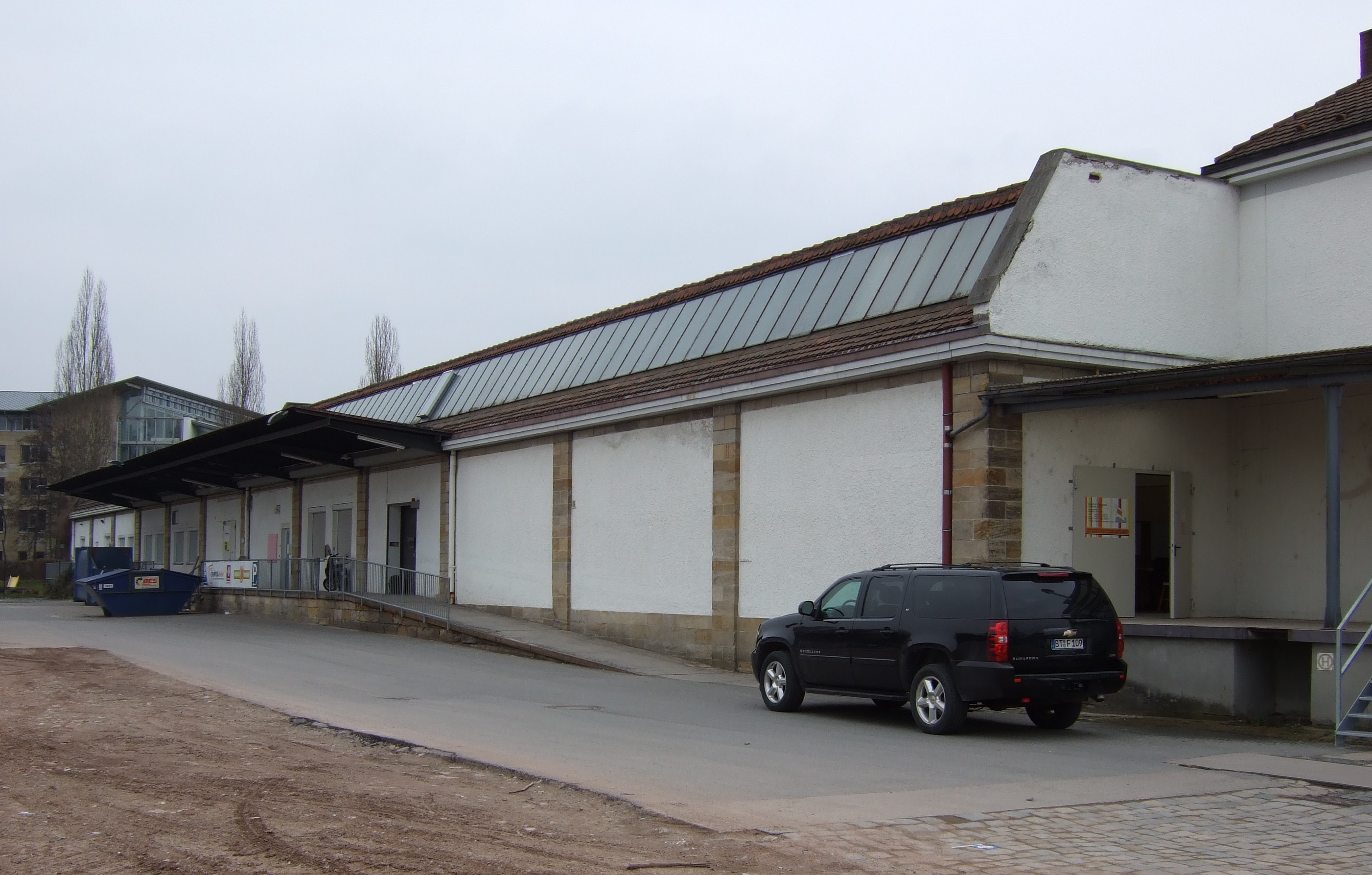
Laderampe an der Werkshalle aus der Nachkriegszeit
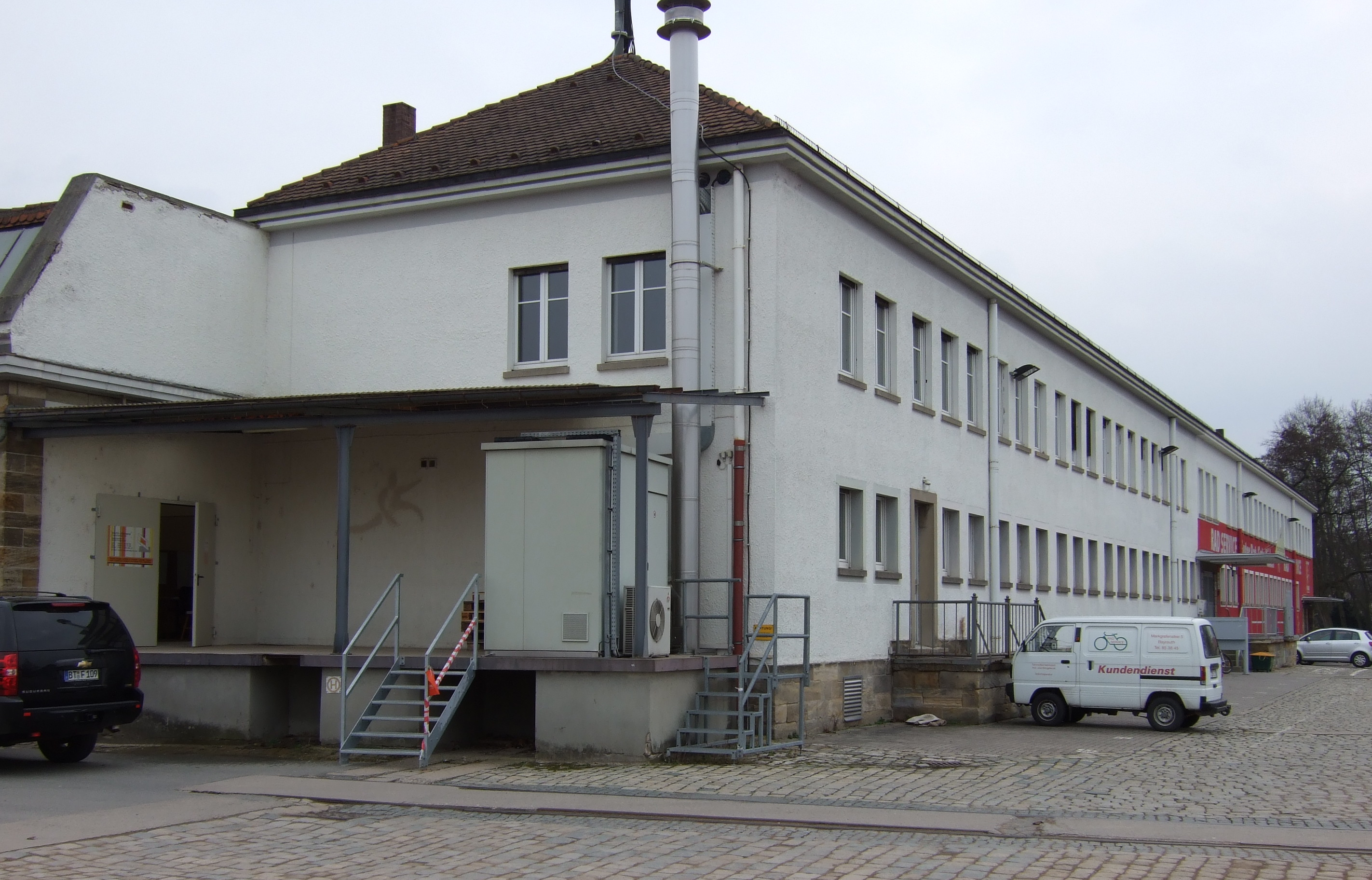
Westseite des Fabrikgebäudes aus der Nachkriegszeit
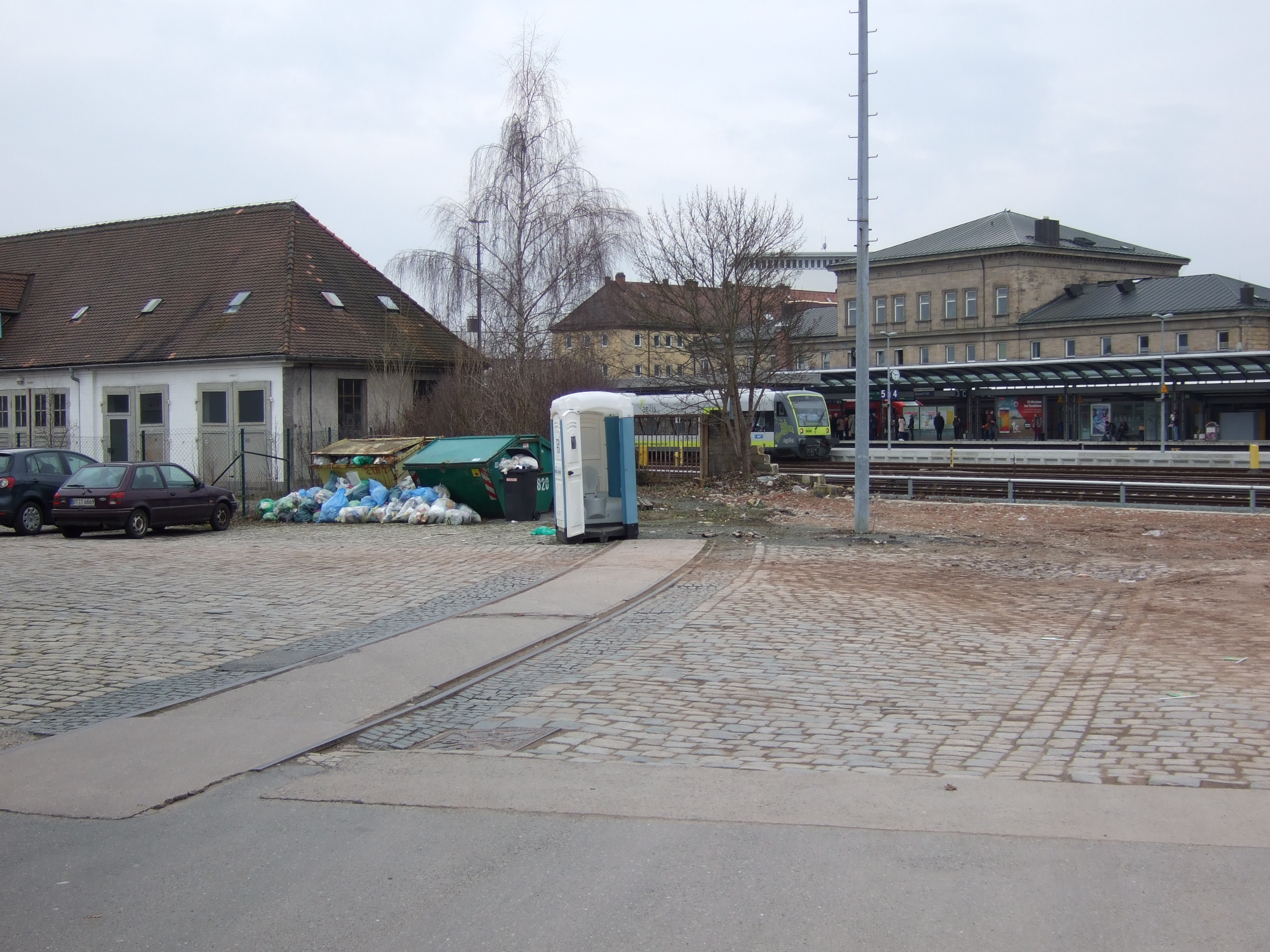
Reste des Gleisanschlusses auf dem ehemaligen Fabrikgelände, im Hintergrund der Hauptbahnhof